# Adam Majewski
Adam Majewski (Płock, 1973. december 24. –) lengyel válogatott labdarúgó, edző.

## Pályafutása

### Labdarúgóként
Majewski a lengyelországi Płock városában született. Az ifjúsági pályafutását a helyi Petrochemia Płock akadémiájánál kezdte.
1991-ben mutatkozott be a Petrochemia Płock felnőtt keretében. 1995 és 2010 között a Dyskobolia Grodzisk Wielkopolski, a Legia Warszawa, a Zawisza Bydgoszcz és a görög Panióniosz, illetve két-két alkalommal a Lech Poznań és a Wisła Płock csapatában is szerepelt.
2003-ban egy mérkőzés erejéig tagja volt a lengyel válogatottnak.

### Edzőként
Majewski 2020-től 2021-ig a másodosztályban szereplő Stomil Olsztyn edzője volt. 2021. július 8-án, Włodzimierz Gąsior távozása után az első osztályban érdekelt Stal Mielec vezetőedzője lett.

## Statisztika

### A válogatottban
| Válogatott    | Év       | Pályára lépés | Gól |
| ------------- | -------- | ------------- | --- |
| Lengyelország | 2003     | 1             | 0   |
| Összesen      | Összesen | 1             | 0   |